# Fino a qui (Dutch Nazari)
Fino a qui è il secondo EP del rapper italiano Dutch Nazari, pubblicato il 23 giugno 2016 per l'etichetta Giada Mesi.